# Sharp Stick
Sharp Stick è un film del 2022 scritto, diretto e prodotto da Lena Dunham. Il film è stato proiettato al Sundance Film Festival 2022.

## Trama
La babysitter Sarah Jo (Kristine Froseth), vergine di 26 anni che ha subito l'isterectomia, ha una relazione con Josh (Jon Bernthal), suo datore di lavoro.